# CRIP2
CRIP2‏ (Cysteine rich protein 2) هوَ بروتين يُشَفر بواسطة جين CRIP2 في الإنسان.